# Hypercompe turruptianoides
Hypercompe turruptianoides là một loài bướm đêm thuộc phân họ Arctiinae, họ Erebidae.